# Herbert Rawdon
Herbert „Herb“ Rawdon (* 30. Dezember 1904 in Wichita, Kansas; † Dezember 1975 ebenda) war ein US-amerikanischer Luftfahrtpionier.

## Berufliche Laufbahn
Rawdon schloss im Jahr 1925 das Tri-State College an der Trine University in Angola, Indiana mit einem Bachelor of Science in Maschinenbau ab und begann, bei der in Wichita ansässigen Travel Air Manufacturing Company zu arbeiten, bei der er in kurzer Zeit zum Chefingenieur befördert wurde. In jedem Frühling besuchte der Chef des Unternehmens, Walter Beech, die Entwicklungsabteilung und schlug vor, einen der Flugzeugtypen zu einem Rennflugzeug umzubauen, um damit an den Rennen des entsprechenden Jahres teilzunehmen. Im Jahr 1927 gehörte Rawdon zu dem Ingenieursteam, das zwei Travel Air 5000 umbaute und damit das Dole Air Race nach Hawaii gewann. Nach den National Air Races im Jahr 1928 begannen Rawdon und sein Assistent Walter E. Burnham mit der Entwicklung einer eigenen Konstruktion, der Travel Air Type R Mysteryship. Beech akzeptierte den Vorschlag und ließ das Flugzeug bauen, das gerade noch rechtzeitig für die National Air Races des Jahres 1929 fertiggestellt werden konnte. Am 2. September 1929 gewann Doug Davis mit der Maschine die Thompson Trophy vor den schnellsten Militärmaschinen dieser Zeit. Zum ersten Mal war ein ziviles Flugzeugmuster das schnellste. Die stromlinienförmige Tiefdeckerkonstruktion dieses Flugzeugs beeinflusste das Design von Flugzeugen für die nächsten Jahre.
Nachdem die Verkaufszahlen für Flugzeuge während der Weltwirtschaftskrise massiv nachgegeben hatten, musste Travel Air Insolvenz anmelden und wurde von Curtiss-Wright aufgekauft. Daraufhin verließ Rawdon das Unternehmen.
1933 erhielt er zunächst bei Lockheed, später bei Boeing eine Stelle als Technischer Zeichner. Ab 1935 war er Ausbilder am C-W Technical Institute und arbeitete während dieser Zeit als Produktionsleiter bei der Spartan Aircraft Company. Von 1937 bis 1940 arbeitete er als Konstrukteur für die Douglas Aircraft Company und die National Aircraft Company in San Antonio, Texas.
1940 arbeitete Rawdon wieder für Walter Beech. Bis 1960 war er als Chefingenieur von Beechcraft tätig.
Nach seinem Ausscheiden bei Beechcraft arbeitete Rawdon als Berater für Lockheed, Cessna und Lycoming. Er unterstützte die Entwicklungsabteilung von Cessna während der 1970er Jahre. Des Weiteren unterstützte er ein Unternehmen, das Flugzeugumbauten anbot. In dieser Zeit baute er beispielsweise Boxermotoren in die ursprünglich mit Sternmotoren ausgestattete Beech 18.
Nach seinem Tod im Dezember 1975 spendete seine Familie 1981 seine Sammlung von Unterlagen, Büchern, Berechnungen und Fotos, die einen Raum vom fünf Regalmetern einnimmt, an die Bibliothek der Wichita State University.

## Rawdon Brothers Aircraft
Nachdem Herb und seine Brüder Gene und Alanson ein Flugzeugbauunternehmen gegründet hatten, versuchten sie zunächst einen Vertrag über die Lieferung von Schulflugzeugen für das Civil Pilot Training Program zu bekommen. Im Jahr 1938 hatten sie die R-1, einen zweisitzigen Tiefdecker mit einem 75 PS (55 kW) starken Triebwerk fertiggestellt. Da die Chancen schlecht standen, die Regierungsausschreibung zu gewinnen, bauten sie den Prototyp in ein Agrarflugzeug um. Danach bauten sie noch fünf weitere Exemplare für Kunden in ihrer Nähe.
Im Jahr 1943 verkaufte RBA den R-1-Prototypen und begann mit der Entwicklung der T-1, einer verbesserten Version der R-1. Die Entwicklung wurde jedoch durch den Zweiten Weltkrieg verzögert und die Maschine erhielt ihre Musterzulassung erst im September 1947. Von dem Muster wurden mehrere Exemplare verkauft.
Des Weiteren bot das Unternehmen die sogenannte „Rawdon Hatch“ an, bei der es sich um eine geschlossene Cockpithaube für Flugzeuge mit offenem Cockpit wie die Fairchild PT-19, die Fairchild PT-23 oder die Boeing-Stearman handelte.
Nach dem Ausbruch des Koreakriegs im Jahr 1950 erhielt Rawdon Brothers Aircraft mehrere Regierungsaufträge für die Produktion von Blechen für Tragflächen, Teilen für Leitwerke und Pilotensitzen.

## Rawdon Airport
In den 1930er Jahren kauften Rawdon und seine Brüder ein Stück Offenland, das an die Fabrik von Beechcraft angrenzte. Dort bauten sie eine Werkstatt und eine Graslandebahn. Zunächst handelte es sich dabei um einen Privatflugplatz. Im Jahr 1940 wurde jedoch die Rawdon Brothers Flying Service gegründet, um Pilotenausbildung, Bodendienste und kommerzielle Flüge anzubieten. 1941 wurde der Flugplatz als Rawdon Field zum ersten Mal in den offiziellen Luftfahrtkarten erwähnt. Gene Rawdon war Leiter des Flugplatzes.
Im Jahr 1949 verfügte der Platz über drei sich kreuzende Graspisten, von denen die längste eine Länge von 2.550 ft (777 m) besaß.
In den 1950er Jahren wurde die Leitung des Flugplatzes von dem Geschäftsmann und Luftfahrtpionier Ulysses Lee Gooch übernommen. Er verkaufte Flugzeuge und bot Pilotenausbildungen und Flugzeugwartungen an. In den 1970er Jahren wurde Gooch Senator in Kansas und behielt diese Stellung, bis er sich 2003 im Alter von 80 Jahren zurückzog.
Die längste Piste wurden in den frühen 1960er Jahren asphaltiert, die anderen beiden stillgelegt.
Im Jahr 1973 kaufte ein ortsansässiger Zahnarzt namens Copeland den Platz und versuchte, ihn in Copeland Field umzubenennen. Kurze Zeit später wurde der Platz an die Raytheon Aircraft Company weiterverkauft und in Beech North Field umbenannt.